# مارلين سوبيرغ
مارلين سوبيرغ (بالسويدية: Marlene Sjöberg)‏ (15 يناير 1981 في البرازيل - ) هي لاعبة كرة قدم سويدية في مركز الدفاع. شاركت مع منتخب السويد لكرة القدم للسيدات. أما مع النوادي، فقد لعبت مع نادي هكن للسيدات وJitex BK ‏ وUmeå IK ‏.

## وصلات خارجية
- مارلين سوبيرغ على موقع الاتحاد الأوربي (الإنجليزية)
- مارلين سوبيرغ على موقع اتحاد السويد (السويدية)
- مارلين سوبيرغ على موقع قاعدة بيانات كرة القدم.إي يو (الإنجليزية)
- مارلين سوبيرغ على موقع Soccerway.com (الإنجليزية)